# Дмитрий Иванович Внук
Дми́трий Ива́нович Внук (10 октября 1483 — 14 февраля 1509) — сын Ивана Ивановича Молодого и Елены Волошанки, старший внук Ивана III, с 1498 по 1502 год формальный соправитель деда.

## Биография
Претендент на московский престол, 4 февраля 1498 года был по византийскому обряду венчан на царство своим дедом Иваном III, в связи с кончиной от болезни старшего сына и наследника Ивана III, Ивана Молодого, несмотря на то, что у Ивана III были живые младшие сыновья — в соответствии с принципом примогенитуры.
Московское боярство и придворные были разделены на две группы, одна из которых (в частности семья Ивана Юрьевича Патрикеева, князь Семён Ряполовский и др.) поддерживала Дмитрия и его мать княгиню Елену Стефановну, другая — княжича Василия и его мать — супругу Ивана III — Софью Палеолог. В 1497 году был раскрыт так называемый заговор Владимира Гусева, участникам которого приписывали намерение убить княжича Дмитрия. Противостояние закончилось опалой Василия и Софьи. Примечательно, что венчание на царство Дмитрия впервые было подробно описано летописцами, со всеми любопытными обстоятельствами.

Однако в дальнейшем «партия», поддерживающая княжича Василия и великую княгиню Софью Палеолог, взяла верх, и часть сторонников Дмитрия и Елены Стефановны была казнена, Патрикеевы пострижены в монахи.
Иван III назвал Василия государем, великим князем Новгорода и Пскова, но какое-то время Дмитрий ещё именовался великим князем Владимирским и Московским.
В 1502 году, после того, как Иван III передал права наследования своему сыну Василию, Дмитрий с матерью Еленой Стефановной попали в окончательную опалу, были заключены под стражу, и их имена было запрещено упоминать при богослужениях.
Уже при Василии III в 1505 году Дмитрий был окован в «железа», в тесном заключении. Скончался в 1509 году, похоронен в Архангельском соборе Московского Кремля.